# Rudolf Kempe
Rudolf Kempe (Dresden, 14 de juny de 1910 - Zúric, 11 de maig de 1976) fou un director d'orquestra alemany.
Kempe va estudiar piano i oboè, i a aquest últim instrument es va dedicar en la seva joventut fins que va debutar com a director substitut en una representació de Der Wildschütz de Lortzing el 1936, i va començar a exercir la direcció amb assiduïtat a l'Òpera de Leipzig el 1937. Després va venir les titularitats de la Staatskapelle de Dresden, de l'Òpera de Baviera, de la Royal Philharmonic de Londres, de la Tonhalle de Zúric, de l'Orquestra Filharmònica de Múnic, i, en el mateix any de la seva mort, de l'Orquestra Simfònica de la BBC. Dos compositors destaquen sobre els altres en les seves gravacions: Wagner i Richard Strauss. Ha passat a la història com el millor director wagnerià de la seva generació, per sobre de noms molt més coneguts com els de Karajan i Solti. Però també van ser elegantment tractats Brahms, Beethoven i Franz Schubert.